# Allt är upplyst (film)
Allt är upplyst, är en amerikansk film från 2005, regisserad av Liev Schreiber och baserad på Jonathan Safran Foers roman med samma namn.

## Handling
En ung amerikansk judisk samlare ger sig ut för att hitta den kvinna som räddade hans farfar i en liten ukrainsk by som jämnades med marken i och med nazisternas invasion. Som vägvisare använder han en ukrainsk sur gubbe och hans sonson, en kille som har en stark passion för den amerikanska popkulturen, men inte är särskilt duktig på engelska. Resan blir senare en mer och mer meningsfull resa där alla personer kommer i kontakt med sina rötter.

## Rollista
- Elijah Wood - Jonathan
- Eugene Hütz - Alex
- Boris Leskin - Alex farfar
- Laryssa Lauret - Lista